# Pionierkaserne (Magdeburg)

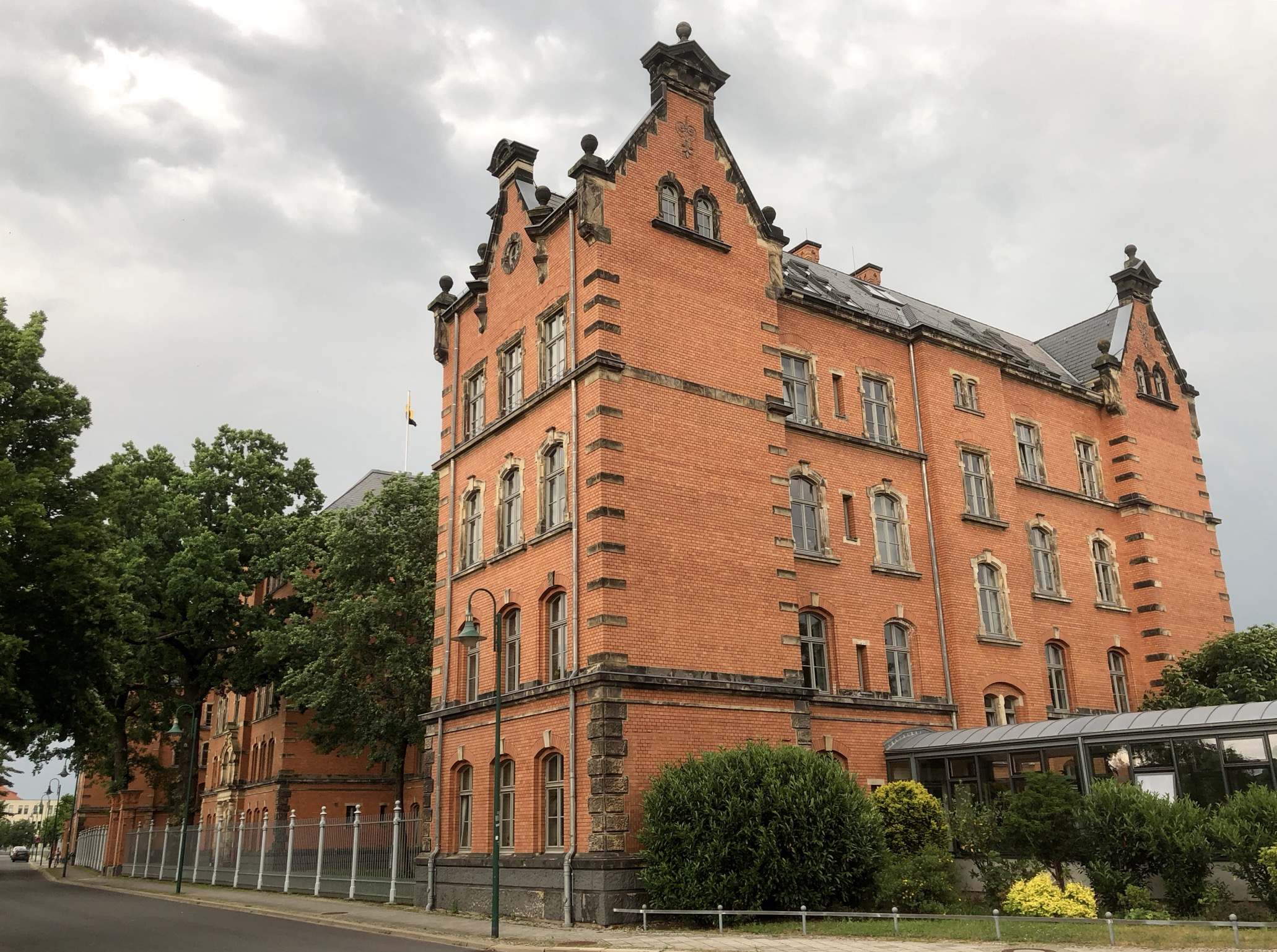
Pionierkaserne im Jahr 2019, Turmschanzenstraße, Blick von Südwesten

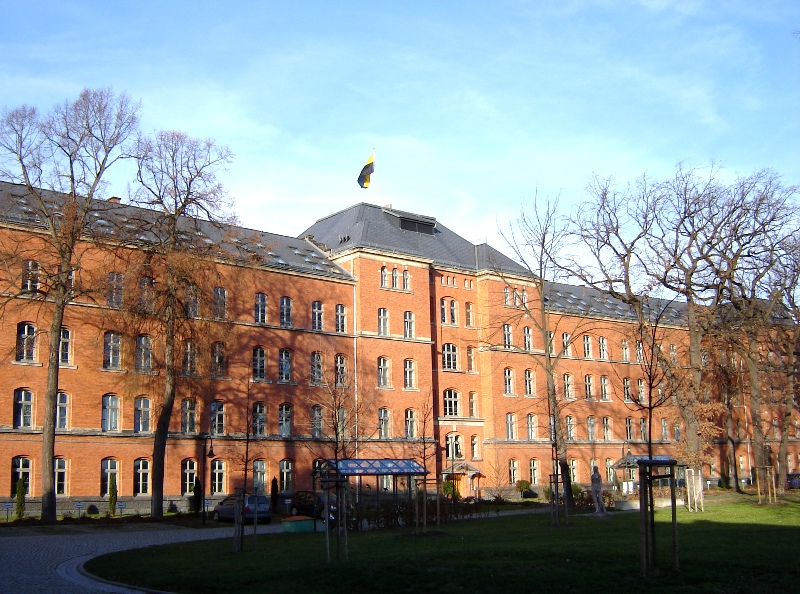
Hofseite, 2006

Die Pionierkaserne ist eine denkmalgeschützte ehemalige Kaserne in Magdeburg in Sachsen-Anhalt. Sie ist heute Sitz des Ministeriums für Arbeit, Soziales, Gesundheit und Gleichstellung des Landes Sachsen-Anhalt.

## Lage
Der Komplex befindet sich auf der Ostseite der Turmschanzenstraße im Magdeburger Stadtteil Brückfeld an der Adresse Turmschanzenstraße 25, oberhalb des rechten Ufers der Alten Elbe.

## Geschichte
Die Kaserne wurde 1899/1900 für das Magdeburgische Pionier-Bataillon Nr. 4 der preußischen Armee auf dem Gelände der ehemaligen Bastion Turmschanze errichtet. Der Einzug des Bataillons erfolgte am 1. Oktober 1900.
Anfang der 1930er Jahre wurde die Kaserne, für die auch die Schreibweise Pionier-Kaserne gebräuchlich ist, nach dem preußischen General Bruno von Mudra in Mudra-Kaserne umbenannt. Nach dem Zweiten Weltkrieg wurde die Anlage von den sowjetischen Besatzungstruppen genutzt. Nach Abzug der russischen Truppen stand die Kaserne zunächst leer. Seit 2001 ist sie Sitz des heutigen Ministeriums für Arbeit, Soziales und Integration des Landes.

## Architektur
Die Gebäude des Komplexes sind im Stil der Neorenaissance aus roten Ziegelsteinen errichtet, wobei für bestimmte zierende und gliedernde Elemente Sandstein verwendet wurde. Darüber hinaus wurden als Zierelement auch gusseiserne Zieranker eingesetzt. Die Formensprache zitiert die nördlich Renaissance und damit den für die Region Magdeburg heimischen Baustil. Bedeckt sind die Häuser mit Walmdächern. Entlang der Turmschanzenstraße sind mehrere Funktionsgebäude der Anlage aufgereiht. Im Norden befindet sich das ein- bis zweigeschossig ausgeführte ehemalige Offizierskasino. Es erinnert in seiner Gestaltung an Villen der Gründerzeit.
Südlich hiervon steht das große viergeschossige Mannschaftshaus. Die Fassade des langen Baus ist 25-achsig ausgeführt und zur Straße hin üppig verziert, während sich die Rückseite schlicht präsentiert. Seine Erscheinung wird durch Mittel- und Seitenrisalite geprägt. Der siebenachsige Mittelrisalit erreicht fünf Geschosse und verfügt über ein prächtig gestaltetes Portal aus Sandstein, welches von Halbsäulen umrahmt ist. Zum Rahmen des Portals gehören auch zwei im ersten Obergeschoss befindliche Rundbogenfenster und ein sich darüber erhebender gestufter Giebel. Die Fensteröffnungen sind in den unteren drei Stockwerken als Segmentbögen ausgeführt, wobei das zweite Obergeschoss über Gewände aus Sandstein verfügt. Im dritten Obergeschoss befinden sich Fenster in aufrechtrechteckiger Form, wobei sie im Mittelrisalit von Rundbögen überspannt werden.
Den südlichen Abschluss bildet ein für verheiratete Soldaten und ihre Familien vorgesehenes Wohnhaus. Es ist ebenfalls erhalten, wurde jedoch modern überformt. Zum Baudenkmal gehören darüber hinaus auch erhaltene Pfeiler der historischen Grundstückseinfriedung.
Im hinteren Bereich des Geländes befinden sich weitere Gebäude der Kasernenanlage, so der Rest eines Kammergebäudes und das Speisehaus für Unteroffiziere.
Im örtlichen Denkmalverzeichnis ist die Kaserne unter der Erfassungsnummer 094 71333 als Baudenkmal verzeichnet.
Der das Stadtbild prägende Komplex gilt als Zeugnis für die Garnisonsstadt Magdeburg als stadt- und militärgeschichtlich bedeutend.